# San Francisco Remix '89
San Francisco Remix '89 è un maxi singolo di Scott McKenzie, pubblicato nel 1989. Il disco contiene il brano San Francisco (Be Sure to Wear Flowers in Your Hair) ed il remix di Peter 'Hitouse' Slaghuis.

## Tracce
7"
1. San Francisco (Be Sure to Wear Flowers in Your Hair) (Peter 'Hitouse' Slaghuis remix) – 3:00
2. San Francisco (Be Sure to Wear Flowers in Your Hair) – 3:00

CD
1. San Francisco (Be Sure to Wear Flowers in Your Hair) (Peter 'Hitouse' Slaghuis remix) – 3:02
2. San Francisco (Be Sure to Wear Flowers in Your Hair) – 2:59
3. San Francisco (Be Sure to Wear Flowers in Your Hair) (Peter 'Hitouse' Slaghuis remix) – 4:45